# Исламов, Уткур Исламович
 Исламов Уткур Исламович (22 ноября 1932, Ташкент — 10 октября 2013, Ташкент) — советский и узбекский археолог, Академик Академии наук Узбекистана (2000 г.).

## Биография
В 1963 г. защитил кандидатскую диссертацию на тему «Неолитическая культура в низовьях Зарафшана».
С 1963 г. работал научным сотрудником Института истории и археологии АН Узбекистана. С созданием Института археологии в 1970 г. он стал заведующим отделом «Античной археологии», а затем заведующим отделом «Эпохи камня и бронзы».
У. И. Исламов занимался изучением памятников эпохи палеолита и мезолита на территории Ферганской, Ташкентской и Сурхандарьинской областей. Были проведены систематические раскопки пещерных мезолитических памятников Обишир I, V, Мачай. Им впервые была решена задача изучения культурных связей населения Средней Азии в эпоху мезолита с племенами ряда областей Древнего Востока.
В 1977 году защитил докторскую диссертацию по теме: «Мезолит Средней Азии» (1977 г.). В гроте Оби-Рахмат (Ташкентская область), в ходе работ совместной Узбекско-Российской экспедиции, обнаружены останки древнего человека, жившего 50 тысяч лет назад, сочетающего в себе смешанные характеристики неандертальца и человека современного типа. Сенсационными стали находки костных останков архантропа на стоянке Сельунгур.
Академик У. И. Исламов автор более 160 научных трудов, в том числе нескольких фундаментальных монографий.
В 2000 году он был избран действительным членом Академии наук Республики Узбекистан.
Уткур Исламов скончался в Ташкенте в 2013 году.